# Missió jesuítica de Santa Ana
La reducció de la Mare de Déu de Santa Ana, està situada al municipi de Candelaria, a 2 quilòmetres de distància de la capçalera del departament Santa Anna, a la província de Misiones, a l'Argentina. Era una de les missions o reduccions fundades al segle xvii pels Jesuïtes a Amèrica durant la colonització espanyola d'Amèrica.
La reducció jesuítica va ser fundada l'any 1633. Va ser abandonada quan els jesuïtes van ser expulsats de tots els dominis de la corona d'Espanya, inclòs els d'Ultramar l'any 1767. Les ruïnes de la reducció van ser declarades Patrimoni de la Humanitat per la UNESCO l'any 1984, amb altres reduccions de l'àrea.
Les ruïnes han estat cobertes per la vegetació.